# زاوية سيدي حمزة (إقليم الرشيدية)
 زاوية سيدي حمزة  (بالإنجليزية: ZAOUIAT SIDI HAMZA)‏ هي جماعة قروية تابعة لإقليم الرشيدية ضمن جهة مكناس تافيلالت بالمغرب.  بلغ مجموع عدد سكان  زاوية سيدي حمزة حسب إحصاءات 2004 حوالي 4595  نسمة  يعيشون في 711  أسرة.

## إحصاء عام
| السنة | عدد السكان | عدد الأسر | عدد الأجانب |
| ----- | ---------- | --------- | ----------- |
| 1994  | 6624       | 1024      | °°°°        |
| 2004  | 4595       | 711       | 1           |

## دواوير الجماعة
- تزروفت
- أند
- إيد اليوبين
- تنغريفت